# Trzebiesławice (Dąbrowa Górnicza)
Trzebiesławice – północno-zachodnia, rolnicza dzielnica Dąbrowy Górniczej.

## Geografia
Trzebiesławice położone są pomiędzy Ujejscem i Siewierzem, 12,5 km na płn.-wsch. od centrum miasta. 
Liczą około 1 tys. mieszkańców i zajmują obszar 1013,89 ha. W skład Trzebiesławic wchodzą dawne przysiółki: Glinianki i Gródki.

## Parafia
Należą do parafii NMP Wspomożycielki Wiernych, która została erygowana w 1986 r. Budowę kościoła przy ul. św. Stanisława Kostki zakończono w 1998 r. Parafia liczy około 1 250 osób.

## Historia
Pierwsze wzmianki pochodzą z XII wieku. Mówią o wsi należącej do rycerza Trzebiesława lub Trzebiesza. Właścicielami Trzebiesławic w XV wieku byli Mikołaj Mirzowski herbu Gryf, Marian Grabowski herbu Przeginia oraz Paweł Spargalth herbu Wieniawa. Około 1580 roku wieś przeszła na własność biskupów krakowskich. W latach 1735–1782 współwłaścicielami wsi byli Niepiekłowie herbu Rawicz oraz Świerczewscy i Olewińscy. Około 1783 część wsi przeszła w ręce Wincentego Szymczykiewicza [nobilitowanego???] przez biskupa krakowskiego Jerzego Poniatowskiego, kancelarza kurii biskupiej w Krakowie. 
W okresie międzywojennym XX wieku Trzebiesławice należały do gminy Wojkowice Kościelne. Po II wojnie światowej przechodziły kolejno pod administrację gminy Wojkowice Kościelne (1945–1949), gminy Ząbkowice (1950–1954), gromady Ujejsce (1954–72), gminy Wojkowice Kościelne (1973–1975), Miasta Ząbkowice (1975–1977), gminy Siewierz (1977–1992), a od 1 stycznia 1993 roku Trzebiesławice są dzielnicą Miasta Dąbrowa Górnicza.

## Zabytki
Przy ul. Modrzewiowej znajduje się zabytkowa kapliczka prawdopodobnie z XVII lub XVIII wieku oraz fragmenty starych murów. 
Istnieją też ślady przemysłowej eksploatacji rud cynku.

## Ulice
- Dworska
- Gródki
- Modrzewiowa
- Strażacka
- Św. Stanisława Kostki
- Trzebiesławicka
- Uczniowska
- Zachodnia
- Złota